# Наголоватки верболисті
Наголоватки верболисті, юринея верболиста (Jurinea salicifolia) — вид рослин роду наголоватки.

## Ботанічний опис
Багаторічна рослина висотою 30–70 см.
Суцвіття — кошики, обгортки прямі або трохи зігнуті, зовнішні та внутрішні листочки трохи вкорочені.
Листки цілокраї або перисторозсічені на широколанцетні частки.
Плід — сім'янка довжиною 5–6 мм.
Цвіте у липні-серпні.

## Поширення в Україні
Вид зустрічається у Правобережному лісостепу та спорадично у степу. Росте на степових та кам'янистих схилах.